# Невзоров, Алексей Александрович
Алексей Александрович Невзоров (род. 29 августа 1988, Балашов, Саратовская область, РСФСР, СССР) — профессиональный боец смешанного стиля и самбист. Двукратный победитель первенств по спортивному самбо ПФО, призёр ЦС «Динамо», чемпион первенства России среди юниоров по боевому самбо, призёр и чемпион ПФО по боевому самбо, призёр международного турнира в Бремене. Мастер спорта России по спортивному (2008) и боевому самбо (2007). Окончил факультет физической культуры Балашовского института СГУ. Работает тренером по самбо в МАУ «Спортивная школа имени Александра Невского» города Старый Оскол.

## Достижения
- Самбо
  - Чемпионат России по боевому самбо 2013 - [2]
  - Двукратный победитель первенства ПФО по самбо
  - Победитель первенства России по боевому самбо
  - Чемпион и призёр ПФО по боевому самбо
  - Мастер спорта России по самбо и боевому самбо

## Таблица выступлений в ММА
| Результат | Рекорд | Соперник                  | Способ                         | Турнир                                     | Дата             | Раунд | Время | Место                   | Примечание                                           |
| --------- | ------ | ------------------------- | ------------------------------ | ------------------------------------------ | ---------------- | ----- | ----- | ----------------------- | ---------------------------------------------------- |
| Поражение | 12-4   | Залимбег Омаров           | Единогласное решение           | M-1 Challenge 95 Battle in the Mountains 7 | 21 июля 2018     | 3     | 5:00  | Таргим, Россия          |                                                      |
| Поражение | 12-3   | Мовсар Евлоев             | Нокаутом (удар ногой в голову) | M-1 Challenge 76 Nevzorov vs. Evloev       | 22 апреля 2017   | 2     | 2:17  | Назрань, Россия         | Бой за временный титул чемпиона М-1 в легчайшем весе |
| Победа    | 12-2   | Андрей Лежнев             | Техническим нокаутом (удары)   | M-1 Challenge 73 Battle of Narts           | 9 декабря 2016   | 2     | 4:50  | Назрань, Россия         |                                                      |
| Победа    | 11-2   | Тимур Нагибин             | Единогласное решение           | M-1 Challenge 70 Kunchenko vs. Ramon       | 10 сентября 2016 | 3     | 5:00  | Сыктывкар,Россия        |                                                      |
| Победа    | 10-2   | Карлос Эдуардо де Азеведо | Нокаутом                       | SOMMAF Steel Battle 3                      | 29 июля 2016     | 2     | 4:30  | Белгород, Россия        |                                                      |
| Поражение | 9-2    | Антун Рачич               | Единогласное решение           | M-1 Challenge 61 - Battle of Narts         | 20 сентября 2015 | 3     | 5:00  | Назрань, Россия         |                                                      |
| Победа    | 9-1    | Йоан Врынчяну             | Единогласное решение           | SOMMAF - Steel Battle 2                    | 24 апреля 2015   | 2     | 5:00  | Белгород, Россия        |                                                      |
| Победа    | 8-1    | Камиль Сельва             | Раздельное решение             | M-1 Global - Steel Battle                  | 16 июля 2014     | 2     | 5:00  | Белгород, Россия        |                                                      |
| Победа    | 7-1    | Павел Свобода             | TKO (удары)                    | Турнир «Освобождение»                      | 5 августа 2013   | 1     | 2:59  | Белгород, Россия        |                                                      |
| Победа    | 6-1    | Руслан Абильтаров         | Болевой приём (узел плеча)     | Турнир по ММА                              | 31 марта 2013    | 3     | 3:01  | Белгород, Россия        |                                                      |
| Победа    | 5-1    | Шамиль Абдулкеримов       | Единогласное решение           | M-1 Challenge 33                           | 6 июня 2012      | 4     | 5:00  | Джейрах, Россия         | Победа в M-1 Selection в полулёгком весе             |
| Победа    | 4-1    | Шамиль Гапизов            | Единогласное решение           | Турнир по ММА                              | 27 мая 2011      | 2     | 5:00  | Тамбов, Россия          |                                                      |
| Победа    | 3-1    | Антун Рачич               | Болевой приём («рычаг локтя»)  | M-1 Selection 2011 — European Tournament   | 1 апреля 2011    | 1     | 3:55  | Махачкала, Россия       |                                                      |
| Поражение | 2-1    | Артём Гришаев             | Раздельное решение             | Турнир по ММА                              | 14 января 2011   | 2     | 5:00  | Воронеж, Россия         |                                                      |
| Победа    | 2-0    | Антон Телепнёв            | Болевой приём (узел пятки)     | Турнир памяти рядового Корзуна             | 23 октября 2010  | 1     | 4:50  | Санкт-Петербург, Россия |                                                      |
| Победа    | 1-0    | Кристиан Вуапи            | Болевой приём («рычаг локтя»)  | M-1 Global — «Битва на Неве 4»             | 19 августа 2010  | 1     | 4:24  | Санкт-Петербург, Россия |                                                      |